# Апостольский нунций в Камеруне
Апостольский нунций в Республике Камерун — дипломатический представитель Святого Престола в Камеруне. Данный дипломатический пост занимает церковно-дипломатический представитель Ватикана в ранге посла. Апостольская нунциатура в Камеруне была учреждена на постоянной основе 31 октября 1966 года. Её резиденция находится в Яунде.
В настоящее время Апостольским нунцием в Камеруне является архиепископ Жозе Авелину Беттанкур, назначенный Франциском 30 августа 2023 года.

## История
Апостольская делегатура Дакара, обладающей юрисдикцией в отношении всех французских континентальных и островных колоний (за исключением районов Северной Африки), была учреждена 22 сентября 1948 года, бреве «Expedit et Romanorum Pontificum» папы римского Пия XII.
3 мая 1960 года, согласно бреве «Ad universae Ecclesiae» Папы Иоанна XXIII, была учреждена Апостольская делегатура Центральной и Западной Африки, обладающей юрисдикцией в отношении следующих африканских стран: Камерун, Нигерия, Габон, Убанги-Шари, Республика Конго и Чад. Резиденцией Апостольского делегата был город Лагос — в Нигерии.
3 апреля 1965 года, согласно бреве «Qui res Africanas» Папы Павла VI, была учреждена новая Апостольская делегатура Центральной Африки, с юрисдикцией в Камеруне, Габоне, Центральноафриканской Республике, Чаде и Конго. Резиденцией Апостольского делегата был город Яунде — в Камеруне.
Апостольская нунциатура в Камеруне была учреждена 31 октября 1966 года, бреве «Quemadmodum semper» Папы Павла VI. Резиденцией апостольского нунция в Камеруне является Яунде — столица Камеруна. Апостольский нунций в Камеруне, по совместительству, исполняет функции апостольского нунция в Экваториальной Гвинее.

## Апостольские нунции в Камеруне

### Апостольские пронунции
- Луиджи Поджи, титулярный архиепископ Форонтонианы — (31 октября 1966 — 21 мая 1969 — назначен апостольским нунцием в Перу);
- Эрнесто Галлина, титулярный архиепископ Треви — (16 июля 1969 — 13 марта 1971 — назначен апостольским пронунцием в Иране);
- Жан Жадо, титулярный архиепископ Дзури — (15 мая 1971 — 23 мая 1973 — назначен апостольским делегатом в США);
- Лучано Стореро, титулярный архиепископ Тигиммы — (30 июня 1973 — 14 июля 1976 — назначен апостольским пронунцием в Индии);
- Джузеппе Уак, титулярный архиепископ Тарроса — (7 октября 1976 — 3 июня 1981 — назначен апостольским пронунцием в Заире);
- Донато Сквиччарини, титулярный архиепископ Тибурнии — (16 сентября 1981 — 1 июля 1989 — назначен апостольским нунцием в Австрии);
- Сантос Абриль-и-Кастельо, титулярный архиепископ Тамады — (2 октября 1989 — 24 февраля 1996 — назначен апостольским нунцием в Югославии).

### Апостольские нунции
- Феликс дель Бланко Прието, титулярный архиепископ Ванниды — (4 мая 1996 — 5 июня 2003 — назначен апостольским нунцием в Ливии и апостольским нунцием на Мальте);
- Элизео Антонио Ариотти, титулярный архиепископ Вибианы — (17 июля 2003 — 5 ноября 2009 — назначен апостольским нунцием в Парагвае);
- Пьеро Пьоппо, титулярный архиепископ Торчелло — (25 января 2010 — 8 сентября 2017 — назначен апостольским нунцием в Индонезии);
- Юлий Мюрат, титулярный архиепископ Оранжа — (24 марта 2018 — 9 ноября 2022 — назначен апостольским нунцием в Исландии и Швеции);
- Жозе Авелину Беттанкур, титулярный архиепископ Аэмоны — (30 августа 2023 — по настоящее время).